# 劉濬源
劉濬源（17世紀—17世紀），號抑齋，山東兗州府曹州人，明朝、南明政治人物。

## 生平
劉濬源是崇禎六年（1633年）山東鄉試第五名舉人，崇禎十三年（1640年）成進士，獲授邯鄲知縣，有廉介清操名聲，日常用食如寒士一樣，在兵荒交困之時能以慈惠撫治，調任盧龍，蒞任只攜帶布被，日常只吃蔬菜，出巡行總會預備餅數枚自給；不接受遺贈，聽訟執法，權勢者也不能干預，人們比為趙抃。
之後他改任邢臺知縣，十七年（1644年）拒守清朝軍隊有功，北京失陷後清兵至曹州，他和郭尚友降清。

## 引用
1. ↑  《崇禎十三年庚辰科進士三代履歷》：劉濬源。曾祖祥。祖宗禮。父德。抑齋。《春秋》房。庚戌年七月十五日生。山東兖州府曹州人。癸酉五名，會試二百八十三名，三甲三十名。工部觀政，本年授邯鄲知縣。
2. ↑  民國《邯鄲縣志·卷十·人物志上》：劉濬源，山東曹州人，崇禎末由進士知邯鄲，廉介有清操，日用服食如寒士，處兵荒交困時，能以慈惠撫之，調盧龍去任。
3. ↑  民國《盧龍縣志·卷二十·名宦》：劉濬源，山東曹州人，崇正十四年任盧龍知縣，性介操清馳，任無行裝，止挾一布被於輿中，服不衣帛，日用惟供蔬菜一束，出巡行預備餅數枚自給；於當道毫無餽遺，聽訟執法，雖勢力者不能干以私永，人以趙清獻頌之。
4. ↑  四庫全書《畿輔通志·卷六十八·名宦》：劉濬源，曹州人，進士知盧龍，服不衣帛、食惟蔬菜，或出巡行，備餅自給；於當道毫無餽遺，聽訟執法，雖勢力者不能干以私人，以趙清獻頌之。
5. ↑  錢海岳《南明史·卷八十七·列傳第六十三》：北京亡後，清兵至（曹州），（郭尚友）與劉濬源降清。……濬源，曹州人。崇禎十三年進士。官邢臺知縣，十七年拒守有功。